# Genlisea barthlottii
Genlisea barthlottii este o specie de plante carnivore din genul Genlisea, familia Lentibulariaceae, ordinul Lamiales, descrisă de S. Porembski, Eb. Fischer și Amp; B. Gemmel. Conform Catalogue of Life specia Genlisea barthlottii nu are subspecii cunoscute.